# Лизандрелло, Нина
Ни́на Лизандре́лло (англ. Nina Lisandrello, род. 1 июля 1980, Энсино, Лос-Анджелес, Калифорния) — американская актриса. Наиболее известна по роли Тесс Варгас в телесериале «Красавица и чудовище». Актёрская игра Лизандрелло в этом шоу была высоко отмечена критиками.

## Ранняя жизнь и образование
Нина Лизандрелло родилась в Энсино, одном из районов Лос-Анджелеса, штат Калифорния. В детстве она постоянно путешествовала по всей Европе из-за певческой карьеры матери. В возрасте 10 лет она снялась в рекламном ролике Levi Strauss & Co., режиссёром которого выступил Дэвид Финчер. Будучи подростком она поселилась в Нью-Йорке, где и живёт в течение многих лет. Лизандрелло окончила Школу искусств Тиша в Нью-Йоркском университете.

## Фильмография
| Кино        | Кино                 | Кино                       | Кино             | Кино                                              |
| Год         | Русское название     | Оригинальное название      | Роль             | Примечание                                        |
| ----------- | -------------------- | -------------------------- | ---------------- | ------------------------------------------------- |
| 2006        | Дьявол носит Prada   | The Devil Wears Prada      | Щелкунчик        | (в титрах не указана)                             |
| 2007        | Хозяева ночи         | We Own the Night           | подруга Бобби    | (в титрах не указана)                             |
| 2009        |                      | Pre                        | режиссёр         |                                                   |
| 2010        | Лучший и самый яркий | The Best and the Brightest | Бьянка           |                                                   |
| 2011        | Кровотечение         | The Bleeding House         | Линн             |                                                   |
| Телевидение |                      |                            |                  |                                                   |
| Год         | Русское название     | Оригинальное название      | Роль             | Примечание                                        |
| 2006        | Убеждение            | Conviction                 | Серена Мэллори   | Эпизоды 1.12 «180.80» и 1.13 «Hostage»            |
| 2009        |                      | Washingtonienne            | Джульет          | ТВ фильм                                          |
| 2009        | Закон и порядок      | Law & Order                | Белинда Альварес | Эпизод 20.4 «Reality Bites»                       |
| 2010        | Милосердие           | Mercy                      | Шармэйн          | Эпизод 1.10 «I Saw This Pig and I Thought of You» |
| 2010        | Сестра Джеки         | Nurse Jackie               | Дженни           | Эпизод 2.6 «Bleeding»                             |
| 2012–16     | Красавица и чудовище | Beauty & the Beast         | Тесс Варгас      | Постоянная роль                                   |